# Prishtina Mall
Prishtina Mall је тржни центар у Приштини, на ауто-путу М2 ка Урошевцу. Отворен је 9. марта 2023. године као други по величини тржни центар у Србији, док је испред њега Galerija Belgrade.

## Историја
се налази на на раскрсници главних коридора ауто-путева који повезују неколико земаља југоисточне Европе. Тежи да буде буде највећи тржни, рекреацијски и забавни центар у југоисточној Европи, са грађевинском површином од 239.111 m2 (укључујући и паркинг), док се сам тржни центар простире преко 114.562 m2.
Пројекат је акредитовао Edge због своје еколошке структуре и приступачности. Edge је систем сертификације зелених зграда који омогућава дизајнерским тимовима и власницима пројеката да процене најефикасније начине за уградњу опција за уштеду енергије и воде у домове, хотеле, болнице, канцеларије и малопродајне просторе.